# Émile Aerts
Émile Aerts, (Laken, 3 d'abril de 1892 - Brussel·les, 9 d'abril de 1953) fou un ciclista belga, que va destacar en les curses de sis dies en què va obtenir set victòries.
Era oncle del també ciclista Jean Aerts.

## Palmarès
- 1922
  - 1r als Sis dies de Brussel·les (amb Piet van Kempen)
  - 1r als Sis dies de París (amb Georges Sérès)
- 1924
  - 1r als Sis dies de Brussel·les (amb Pierre Rielens)
  - 1r als Sis dies de París (amb Georges Sérès)
- 1925
  - 1r als Sis dies de Brussel·les (amb Piet van Kempen)
  - 1r als Sis dies de Berlín (amb Walter Rütt)
- 1927
  - 1r als Sis dies de París (amb Reginald McNamara)